# Sarah Darby
Sarah Darby é uma epidemiologista britânica, professora de estatística médica da Universidade de Oxford.
É cientista principal da Cancer Research UK na Clinical Trial Service Unit.
Foi eleita membro da Royal Society em 2019.